# 천보좡
천보좡(陳伯莊, 1892년 2월 29일 ~ 1960년 9월 2일)은 중화민국의 정치인이다. 아명(兒名)은 천옌서우(陳延壽).

## 생애
일찍이 미국 유학을 다녀왔고 중화민국 귀국 후 1918년 8월에서 1923년 8월까지 난카이 대학교 겸임교수와 1923년 8월에서 1924년 8월까지 베이핑 대학교 겸임교수 등을 각각 잠시 지낸 그는 1925년 2월 당시 중화민국 광둥 성 광저우 시장 쑨커의 비서관 직으로써 중화민국 국민정부 공직 첫 입문하였으며 같은 해 1925년 3월 12일 쑨원 前 중화민국 대통령의 상례(喪禮)를 목도하기도 한 그는 중국국민당의 공과학(工科學) 분야 출신 원로(元老) 1세대 중 일원이기도 하며 또한 국민정부 시대 중화민국 총통부 예하 비서관 직을 지낸 그는 장제스의 마지막 간접 측근 중 일원이기도 하다. 그는 1949년 국부천대 사태 시절 차라리 대륙 본토(大陸 本土)에도 불귀(不歸)할 각오로써 국민당 세력들과 함께 타이완 타이베이에 건너갔으며 1956년 국제 자유무역도시 홍콩에 재이주하여 1960년 죽을 때까지 자유중화민국 타이완 국적자 신분으로 홍콩에서 지냈다.